# Gonomyia subfalcifer
Gonomyia subfalcifer är en tvåvingeart som beskrevs av Alexander 1922. Gonomyia subfalcifer ingår i släktet Gonomyia och familjen småharkrankar.
Artens utbredningsområde är Paraguay. Inga underarter finns listade i Catalogue of Life.